# Sneekermeer
Het Sneekermeer (Fries en officieel: Snitser Mar) is een meer in de Nederlandse provincie Friesland, gelegen tussen de stad Sneek en de dorpen Terhorne (Terherne) en Goingarijp.

## Beschrijving
Het Sneekermeer is vooral bekend vanwege zijn grote populariteit bij watersporters. Het Sneekermeer is in de Middeleeuwen ontstaan als gevolg van ontginning van veen. Door het Sneekermeer loopt een zandrug die bekendstaat als de Gravinneweg (Gravinnewei). In vroeger tijden werd bij een lage waterstand deze zandrug gebruikt om door het Sneekermeer te waden.
Het Sneekermeer bestaat uit onder andere het eigenlijke meer zelf, de Goëngarijpsterpoelen, de Zoutepoel en de Gauwster Hoppen. Het Sneekermeer is via de Noorder Oudeweg verbonden met de Langweerderwielen, en via de Houkesloot met de stad Sneek. Het Prinses Margrietkanaal loopt door het meer heen. Ten zuidwesten van het meer ligt de Geeuwpolder, een natuurgebied dat eigendom is van Staatsbosbeheer. Het meer heeft een oppervlakte van 2300 hectare.
Op en om het meer zijn watersportfaciliteiten aanwezig, zoals een speedbootbaan, enkele jachthavens, en een starttoren voor zeilwedstrijden. Zeilwedstrijden vinden vooral tijdens de Sneekweek plaats op het meer.
Opvallend genoeg ligt Sneek niet gelijk aan het meer en ligt het meer voor het grootste deel niet in de gemeente Súdwest-Fryslân, waar de stad Sneek deel van uitmaakt, maar in de buurgemeente De Friese Meren.
In het Sneekermeer liggen een aantal eilanden:
- Kolmeersland (Starteiland)
- Greate Griene en Lytse Griene

## Fotogalerij

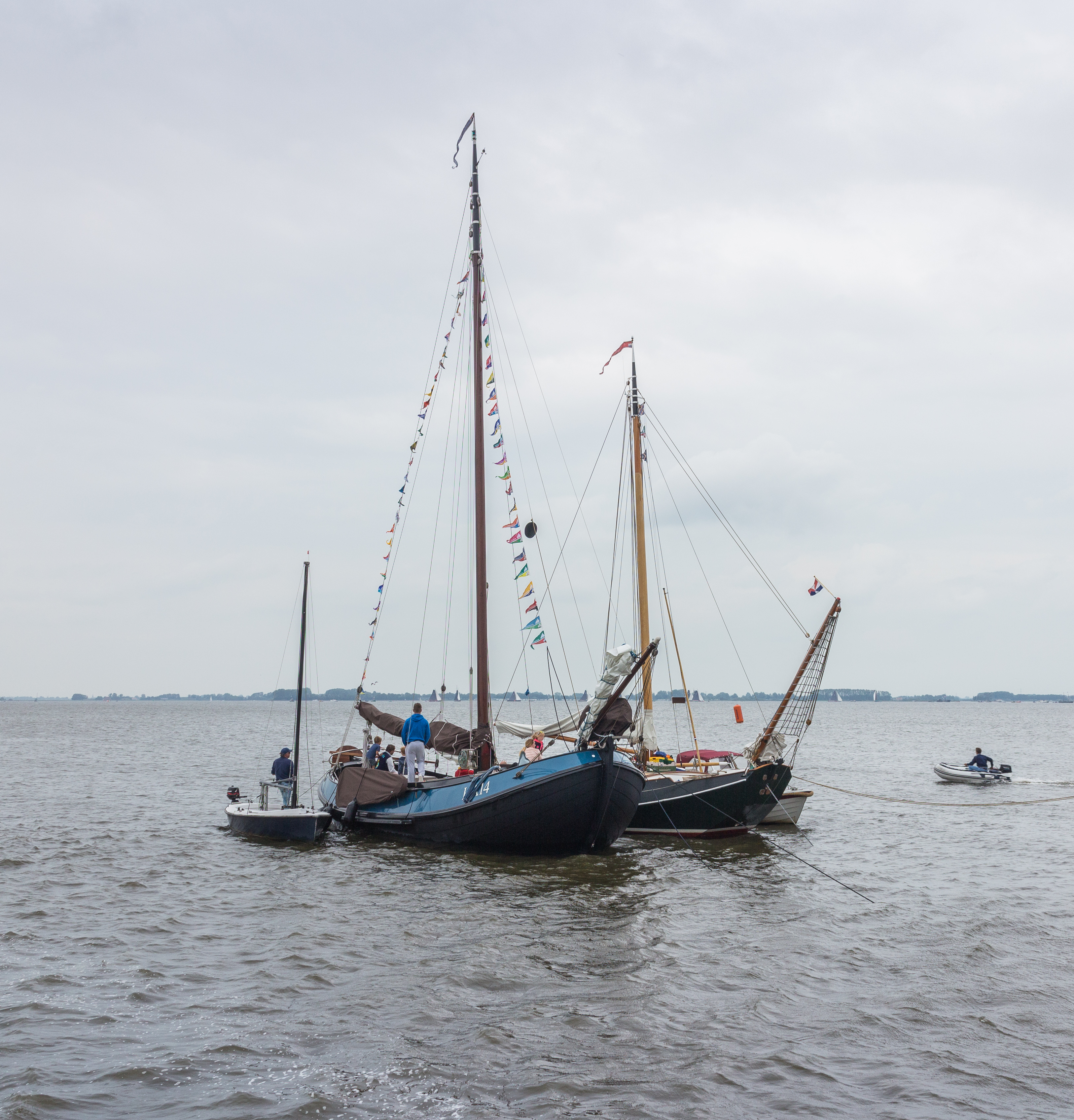
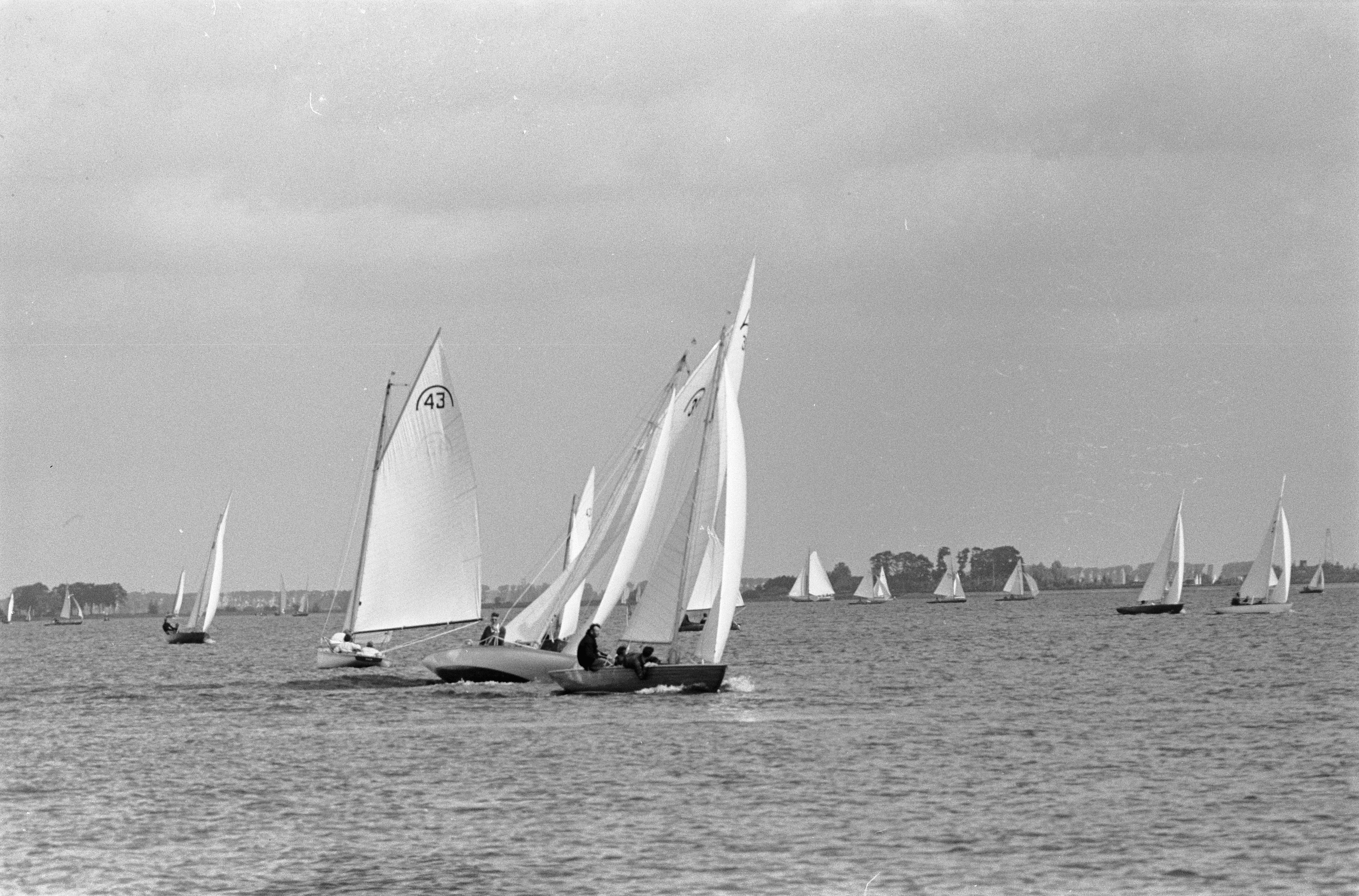
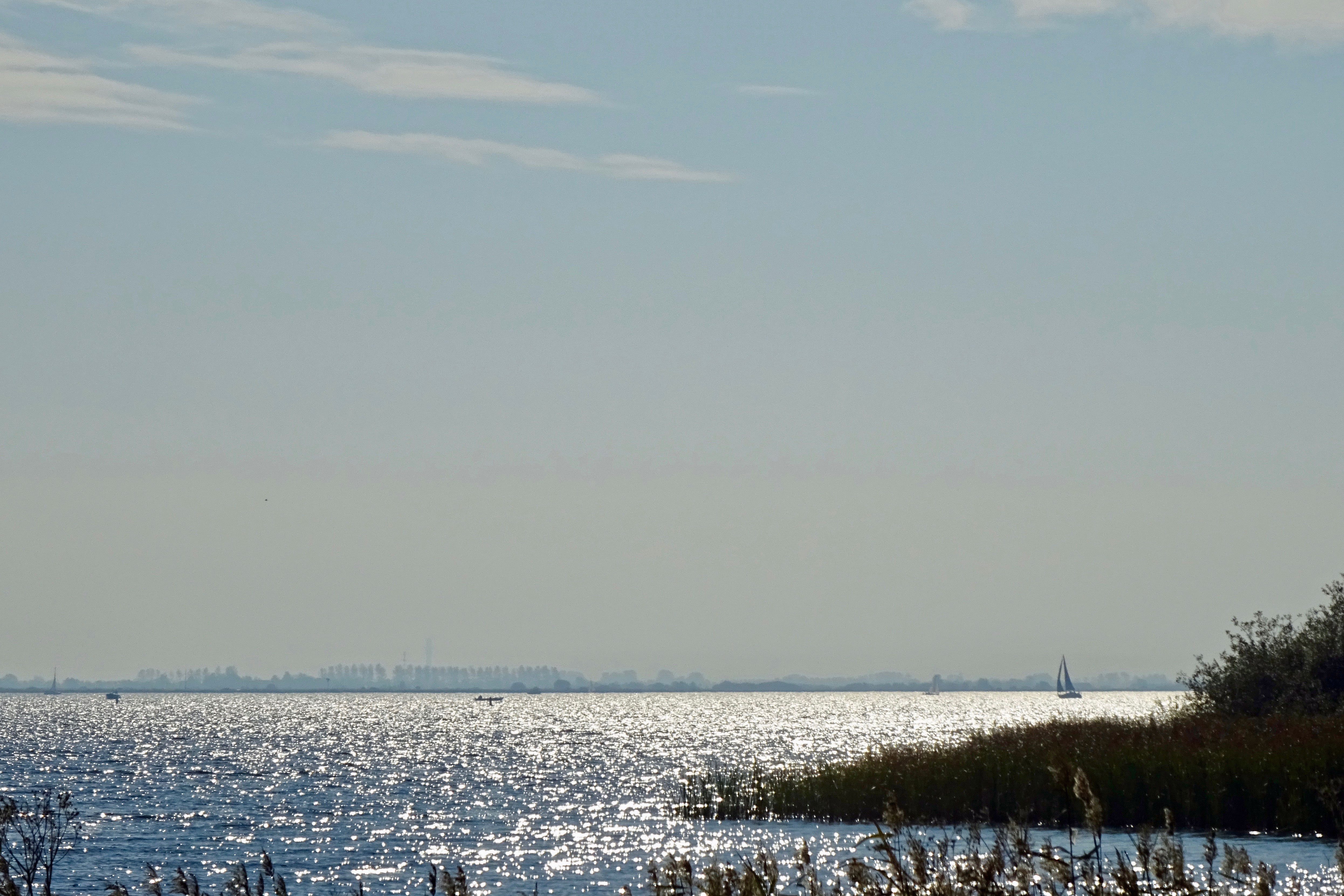